# Aldford
Aldford – wieś w Anglii, w hrabstwie ceremonialnym Cheshire, w dystrykcie (unitary authority) Cheshire West and Chester. Leży 8 km na południe od miasta Chester i 259 km na północny zachód od Londynu. W 2001 miejscowość liczyła 213 mieszkańców.